# Bộ Cá suốt
Bộ Cá suốt (danh pháp khoa học: Atheriniformes), là một bộ cá vây tia bao gồm cá suốt và một vài họ ít phổ biến hơn, bao gồm cả họ Phallostethidae bất thường. Chúng phân bố rộng khắp thế giới trong các môi trường biển và nước ngọt ôn đới và nhiệt đới.

## Miêu tả
Atheriniformes là bộ cá có thân hình nói chung thuôn dài và màu trắng bạc, mặc dù có một số ngoại lệ. Chúng thường là cá nhỏ, với loài lớn nhất là jacksmelt có chiều dài đầu-thân bằng 44 cm (17 inch) và các loài nhỏ nhất, như Bangkok minnow chỉ dài 2 cm (0,79 inch) ở cá trưởng thành.
Các thành viên của bộ này thường có 2 vây lưng (với vây lưng thứ nhất có các gai vây mềm) và 1 vây hậu môn (với 1 gai vây ở phía trước). Đường chỉ bên thông thường yếu hoặc không có. Ấu trùng của các loài trong bộ Atheriniformes chia sẻ một vài đặc trưng như ruột thường ngắn, một dãy tế bào sắc tố màu đen dọc theo lưng và các tia vây không rõ rệt trong một khoảng thời gian kể từ sau khi nở. Các loài cá trong bộ này đẻ trứng nhiều nơi, với phần lớn các loài đẻ vào thân các thực vật thủy sinh.

## Phân loại
Phân loại bộ Atheriniformes vẫn chưa chắc chắn, với chứng cứ tốt nhất cho tính đơn ngành trong các đặc trưng ấu trùng được đề cập dưới đây. Các họ hàng gần nhất của chúng được coi là bộ Cyprinodontiformes.
Theo Nelson (2006) thì họ Melanotaeniidae bao gồm các phân họ Bedotiinae, Melanotaeniinae, Pseudomugilinae, Telmatherininae để thể hiện tính đơn ngành của chúng. Tuy nhiên, trong nghiên cứu năm 2004, một biểu đồ phân loại khác đã phân loại các họ Bedotiidae, Melanotaeniidae, Pseudomugilidae (bao gồm cả các chi của phân họ Telmatherininae theo Nelson 2006) trong phân bộ Melanotaenioidei. Vì thế, số lượng họ trong bộ Atheriniformes là không thống nhất giữa các tác giả.
Phân loại dưới đây lấy theo D. Campanella, L. C. Hughes, P. J. Unmack, D. D. Bloom, K. R. Piller & G. Orti (2015):
Bộ Atheriniformes
- Phân bộ Atherinoidei
  - Họ Atherinidae (cá suốt)
  - Họ Atherionidae
  - Họ Bedotiidae
  - Họ Deltatherinidae
  - Họ Isonidae
  - Họ Melanotaeniidae (cá cầu vồng)
  - Họ Phallostethidae
  - Họ Pseudomugilidae
  - Họ Telmatherinidae
- Phân bộ Atherinopsoidei
  - Họ Atherinopsidae (cá suốt Tân thế giới), gộp cả Notocheiridae. Như thế họ này bao gồm 3 phân họ là Atherinopsinae, Notocheirinae và Menidiinae.